# 바비의 호두까기 인형
《바비의 호두까기 인형》(영어: Barbie In The Nutcracker)은 2001년 미국 어린이 애니메이션 영화이며, 에른스트 호프만의 소설 《호두까기 인형과 생쥐 대왕》을 모티브로 한 작품이다.

## 줄거리
주인공인 클라라는 그녀의 할아버지와 동생과 함께 살고 있다.
크리스마스 이브에 엘리자베스 고모가 깜짝 방문을 해 클라라와 클라라의 동생인 토미에게 선물을 준다.
클라라는 호두까기 인형을 선물 받는다.
엘리자베스 고모는 클라라에게 인형에 왕자의 마음이 들어 있다고 말한다.
토미는 클라라의 인형을 손으로 잡았고 남매의 싸움 끝에 호두까기 인형의 팔이 부러진다.
클라라는 호두까기 인형을 고치고 크리스마스 나무 근처에서 잠든다.
클라라는 자신의 호두까기 인형이 갑자기 살아나서 생쥐대왕과 그의 생쥐군대와 싸우는 소리를 듣고 잠에서 깬다.
클라라가 호두까기 인형을 도우려고 할때, 생쥐대왕은 클라라의 크기를 자신과 같은 크기로 작게 만든다.
호두까기 인형은 생쥐대왕이 세계를 지배하는 것을 막을 수 있는 유일한 사람이 슈가 플럼 프린세스이며 그녀를 찾아야한다고 설명한다.
할아버지 시계의 현자 올빼미는 클라라에게 호두까기 인형을 따르라고 충고한다.
슈가 플럼 프린세스만이 클라라를 원래의 크기로 되돌릴 수 있는 유일한 사람이기 때문이다.
올빼미는 클라라가 슈가 플럼 프린세스를 찾은 후에 집으로 돌아갈 수 있는 로켓을 준다.
한편, 생쥐마왕은 부하들을 보내 호두까기 인형과 클라라를 끊임없이 방해 하는데...

## 제작/연출진

### 감독
- 오웬 헐리 (Owen Hurley)

### 성우
- 켈리 쉐리던 (Kelly Sheridan) Barbie/클라라 역
- 커비 모로우 (Kirby Morrow) The Nutcracker/에릭 왕자 역
- 팀 커리 (Tim Curry) 생쥐대왕 역
- 피터 키라니스 (Peter Kelamis) 박쥐 역
- 크리스토퍼 게이즈 (Christopher Gaze) 메이저 민트 역
- 이안 제임스 코렛 (Ian James Corlett) 캡틴 캔디 역
- 챈탈 스트랜드 (Chantal Strand) 켈리 역
- 캐슬린 바 (Kathleen Barr) 엘리자베스 고모/ 올빼미 역
- 프렌치 틱너 (French Tickner) 할아버지 역
- 알렉스 도덕 (Alex Doduk) 토미 역
- 브릿 맥킬립 (Britt McKillip) 페퍼민트 소녀 역
- 대니 맥킨논 (Danny McKinnon) 생강빵 소년 역
- 쇼마 가이브레이스 (Shona Gailbraith) 요정들 역

## 영화 개봉일
2001년 10월 23일, 영화는 일주일 동안만 상영되었다.

## DVD/VHS 발매일
DVD와 VHS는 2001년 10월 23일에 발매되었다. DVD의 새로운 버젼은 2010년 10월 5일에 발매되었다.

## 같이 보기
- 바비 (애니메이션 영화 시리즈)
- 크리스마스 영화 목록